# Grijze fluweelgalwesp
De grijze fluweelgalwesp (Cynips longiventris) of eikenstuitergalwesp is een vliesvleugelig insect uit de familie van de echte galwespen (Cynipidae). De wetenschappelijke naam van de soort is voor het eerst geldig gepubliceerd in 1840 door Hartig.
De kleine wespen hebben een lengte van 3-4 mm, en vliegen van november tot juli.
De soort lijkt op de gewone eikengalwesp en komt vrij algemeen voor in Nederland.

## Uiterlijk
De galwesp veroorzaakt gallen aan de onderkant van bladeren van eiken (Quercus) die sterk lijken op die van Cynips quercusfolii, ze zijn echter kleiner en erg hard. De gallen lijken op een stuiterbal en hebben een rood/geel gestreept uiterlijk, De strepen zijn bij oudere gallen duidelijker, bij jonge gallen zijn het vaak nog spikkels of gestippelde strepen. 

## Voortplanting
Op warmere winterdagen kruipen de vrouwelijke wespen uit de gallen en planten ze zich maagdelijk voort (parthenogenese), zonder dat er een mannetje aan te pas komt. De eitjes worden in de knoppen van de Eik gelegd. De seksuele generatie in het voorjaar maakt dan 2 mm grote, onopvallende behaarde, peervormige knopgalletjes aan slapende knoppen van Eiken waar de larven in opgroeien. De vrouwtjes van deze generatie leggen de eitjes weer in eikenblad waardoor er in de herfst weer de nieuwe gestreepte galappels ontstaan.